# Зоря (альбом)
«Зоря» — дебютний реліз канадсько-української співачки та автора пісень Люби, яка розпочинала творчу кар'єру під повним іменем Любомира Ковальчук, у співпраці з гуртом «ВІА Зоря». Альбом вийшов у 1975 році на вініловій довгограючій платівці. Платівку видано лейблом «Євшан», на ній записано традиційні українські естрадні та народні пісні в нових обробках.
У рецензії на цю платівку Олеся Кузишина в журналі пластового юнацтва «Юнак» відзначено, що крім традиційних на ній вміщено дві пісні до яких музику написали члени ансамблю: «Дивлюсь я на небо» Л. Ковальчук та «Ходила лісом» Я. Ґудзя. Рецензент особливо відзначив на записі гітариста Ярослава Ґудзьо. На його думку, найкраще виконані пісні — це «У Карпатах ходить осінь», «Жито, мати», «Цигани стояли», «Галичанка», «Верба».

## Трек-лист
| #   | Назва                                    | Тривалість |
| --- | ---------------------------------------- | ---------- |
| 1.  | «У Карпатах Ходить Осінь»                | 3:55       |
| 2.  | «Ой Ти Ніченько»                         | 3:59       |
| 3.  | «Жито Мати»                              | 2:06       |
| 4.  | «Ходила Лісом»                           | 1:35       |
| 5.  | «Сину, Качки Летять / Дивлюсь Я На Небо» | 8:27       |
| 6.  | «На Івана Купала»                        | 2:27       |
| 7.  | «Гуцулко Ксеню»                          | 3:26       |
| 8.  | «Цигани Стояли»                          | 3:12       |
| 9.  | «Де Синії Гори»                          | 3:09       |
| 10. | «Галичанка»                              | 3:41       |
| 11. | «Верба»                                  | 2:38       |

## Учасники запису
- Любомира Ковальчук — вокал, фортепіано
- Ярослав Ґудзьо — гітари
- Кевін Конноллі — бас, фортепіано, вокал
- Петро Марунчак — ударні, перкусія
- Леся Зінько — перкусія